# Селіхов Юрій Геннадійович
Селіхов Юрій Геннадійович (22 січня 1943) — російський баскетболіст.
Учасник Олімпійських Ігор 1968 року.